# 陳信雄
陳信雄（1944年9月10日—），台灣電機工程學家，台南縣人。曾擔任国立清华大学代理校长。

## 生平
陳信雄先生，省立(現國立)台南一中校友，於1966年畢業於国立成功大學電機工程學系。後負笈美國，於1970年，年僅二十六歲時即獲得美國約翰霍普金斯大學電機博士。返回台灣後於1972年進入国立清华大学任教，曾擔任物理系主任兼研究所所長、理學院院長、總務長、教務長等職。在教務長任內為了配合大學法大學自主之精神，大幅修訂教務章則。並且推動教學意見調查、網路選課、跨院系學程，並開放社會人士修讀課程。曾於1997年11月4日至1998年2月3日擔任代理校長。1999年11月擔任清華大學副校長，並任教於物理系。在校期間也支援其他系所的普通物理課程教學，學生公認其教學生動活潑、極有耐心，把艱澀的物理理論用簡單的比喻來說明，深受學生愛戴。

## 链接
- 国立清华大学历任校长（代理） 陈信雄